# El Mezquite, Ixcatepec
El Mezquite är en ort i Mexiko.   Den ligger i kommunen Ixcatepec och delstaten Veracruz, i den sydöstra delen av landet, 230 km nordost om huvudstaden Mexico City. El Mezquite ligger 264 meter över havet och antalet invånare är 382.
Terrängen runt El Mezquite är platt åt sydväst, men åt nordost är den kuperad. Runt El Mezquite är det ganska tätbefolkat, med 80 invånare per kvadratkilometer. Närmaste större samhälle är Ixcatepec, 6,1 km nordväst om El Mezquite. Trakten runt El Mezquite består till största delen av jordbruksmark.